# Méthode communautaire

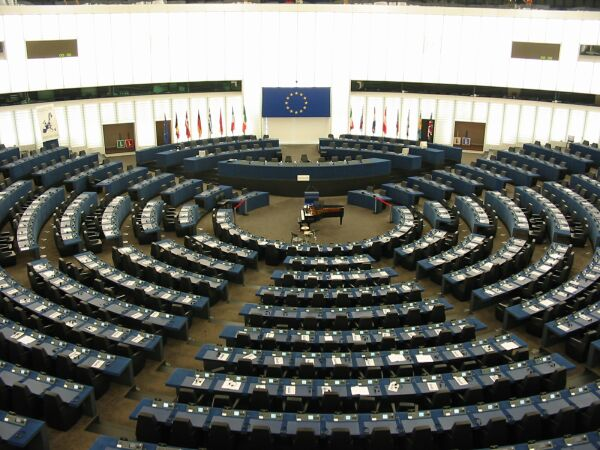
Hémicycle du Parlement européen à Strasbourg.

La méthode communautaire est l'une des méthodes les plus importantes de décision au niveau de l'Union européenne. Contrairement à la méthode intergouvernementale ou à la méthode ouverte de coordination dans lesquelles les gouvernements des États membres jouent un rôle central, les institutions supranationales de l'UE voient avec la méthode communautaire leurs pouvoirs renforcés. Le nom de méthode communautaire date des Communautés européennes qui formaient jusqu'à l'entrée en vigueur du traité de Lisbonne le premier des trois piliers de l'Union européenne. Alors que pour les deux autres piliers la méthode intergouvernementale était appliquée, la méthode communautaire prévalait dans le domaine des Communautés européennes. On parle couramment de « communautarisation » lorsque les autorités décident d'abandonner dans certains domaines la règle de l'unanimité et d'y appliquer désormais la méthode communautaire.

## Mode de fonctionnement
La méthode communautaire se base sur les principes suivants :
- la Commission possède le monopole du droit d'initiative ;
- le Conseil vote à la majorité qualifiée ;
- le Parlement formule des avis, des propositions d'amendements… (procédure de codécision) ;
- la Cour de justice assure l'uniformité d'interprétation du droit communautaire.

La méthode communautaire s'oppose à la méthode intergouvernementale, basée sur la décision à l'unanimité au sein du Conseil, à laquelle font appel les deuxième et troisième piliers de l'Union.
Les traités européens désignent les domaines qui relèvent de la méthode communautaire. Depuis les traités de Maastricht et d'Amsterdam, la méthode communautaire s'applique à de nombreuses matières qui relevaient précédemment de l'unanimité au sein du Conseil avec simple consultation du Parlement, comme l'espace de liberté, de sécurité et de justice.
Selon Valéry Giscard d'Estaing (2003-07-07, The Wall Street Journal Europe), « méthode communautaire », en réalité veut dire, « méthode fédérale » :

« I knew the word 'federal' was ill-perceived by the British and a few others. I thought that it wasn't worth creating a negative commotion, which could prevent them supporting something that otherwise they would have supported... ...So I rewrote my text, replacing intentionally the word 'federal' with the word 'communautaire, which means exactly the same thing. »

sinon

« (traduction du texte anglais) Je savais que le mot 'fédéral' était mal perçu par les Britanniques et quelques autres. J'ai pensé que ça ne valait pas la peine de créer une commotion négative, qui pouvait les empêcher de soutenir quelque chose qu'ils auraient soutenu... ....Donc, j'ai réécrit mon texte, remplaçant intentionnellement le mot 'fédéral' avec le mot 'communautaire', qui veut dire exactement la même chose. »

Dans les détails, plusieurs procédures législatives, inscrites dans le traité sur le fonctionnement de l'Union européenne (TFUE), peuvent être appliquées dans le cadre de la méthode communautaire. En règle générale la procédure législative ordinaire dans laquelle le Conseil vote à majorité qualifiée et dans laquelle le Parlement européen peut faire des amendements ou le cas échéant rejeter la proposition du Conseil, prévaut.
Dans certains domaines prévalent cependant aussi les procédures particulières comme la procédure d'avis conforme avec laquelle le Parlement européen ne peut que ratifier (mais ne peut pas faire d'amendements) ou la procédure de consultation où le Conseil peut le cas échéant adopter une décision contre l'avis du Parlement. Pour quelques domaines de politiques comme les questions de politiques sociales ou fiscales, le principe d'unanimité prévaut. Il existe enfin quelques rares domaines où à la fois la Commission européenne et les États membres possèdent un droit d'initiative. De plus, la Commission peut être invitée par le Conseil européen et le Parlement à faire une proposition de loi, ce qui en pratique se produit régulièrement.

## Rupture avec les autres méthodes et évolution historique
La méthode communautaire était l'ancien mode de fonctionnement des communautés européennes fondées dans les années 1950 comme la CECA, la CEE et Euratom. Toutefois, le Parlement européen possédait un pouvoir de participation réduit et le vote à majorité qualifiée au Conseil de l'Union européenne ne fut que progressivement introduit. Avec la création de l'Union européenne par le traité de Maastricht en 1992, la méthode intergouvernementale fut introduite pour les nouveaux domaines de compétence de l'Union européenne en matière de Politique étrangère et de sécurité commune et de Justice et Affaires intérieures, respectivement deuxième et troisième piliers de l'UE. La méthode intergouvernementale concerne les décisions prises à l'unanimité par les gouvernements au Conseil de l'UE et non la Commission et le Parlement européen qui en sont par la suite informés. Pour ces champs de compétences, la Cour de justice de l'Union européenne n'a aucun pouvoir.
Dans les traités d'Amsterdam et de Nice, des domaines de compétences en matières de Justice et Affaires Intérieures furent transférés au Traité instituant la Communauté européenne, si bien que ces domaines finirent par relever de la méthode communautaire.
Enfin, avec l'entrée en vigueur du traité de Lisbonne en 2009, la Coopération policière et judiciaire en matière pénale fut la dernière partie du domaine Justice et Affaires Intérieures à être communautarisée. Ainsi, le troisième pilier de l'Union Européenne fut dissous. Dans le même temps, la distinction sémantique entre la Communauté européenne et l'Union Européenne fut supprimée, puisque la Communauté européenne fut renommée en Union européenne. Cependant le nom de méthode communautaire fut conservé.
Depuis le traité de Lisbonne, la méthode communautaire est appliquée pour tous les domaines dans lesquels l'UE possède un propre champ de compétence. La PESC suit quant à elle la méthode intergouvernementale. Pour les domaines de politique où il n'y a pas de fondements juridiques dans le traité de Lisbonne, la méthode ouverte de coordination fut établie dans les années 1990. Avec cette méthode, aucune décision formelle n'est prise mais les États membres s'accordent de manière informelle.

## Les débats sur la nouvelle «méthode de l'Union»
Dans son discours au Collège d'Europe à Bruges en novembre 2010, la chancelière allemande Angela Merkel appelait à dépasser la distinction entre méthode intergouvernementale et communautaire grâce à une méthode nouvelle qu'elle qualifia de « méthode de l'Union ». Elle la décrivit comme une « méthode de négociation coordonnée et solidaire dans laquelle chacun possède ses compétences propres mais où tout le monde poursuit le même but ». Cependant, la chancelière n'en donna pas de définition exacte. Le discours de Merkel fut interprété dans les médias, la plupart du temps, comme une tentative du Conseil européen d'accroître ses pouvoirs au détriment de la Commission et du Parlement européen.
Dans les jours qui suivirent, les positions de Merkel furent reprises par quelques hommes politiques et même soutenues par Herman Van Rompuy, président du Conseil européen. Jacques Delors, ancien président de la Commission européenne, refusa la proposition de Merkel et fit valoir au contraire le principe de supranationalité qui prévaut dans la méthode communautaire.

## Liens
- 'Le discours des deux méthodes' dans GRASPE numéro 18
- Paolo Ponzano: 'Méthode intergouvernementale ou méthode communautaire : une querelle sans intérêt ?' dans Notre Europe Les Brefs No. 23